# Hennie Hollink
Hendrikus Bernardus Maria „Hennie“ Hollink (* 1. Oktober 1931 in Glanerbrug; † 31. Januar 2018) war ein niederländischer Fußballspieler und -trainer.

## Spielerkarriere
Hollink begann seine Karriere bei Avanti Wilskracht. Im Laufe der 1950er und 1960er wechselte er noch zu Helmondia ’55, RKSV Bekkerveld und spielte von 1957 bis 1959 für Rapid JC Kerkrade. Besonders in den 1950er Jahren war er erfolgreich und war mehrfach niederländischer Toptorschütze.

## Trainerkarriere
Nach seiner aktiven Fußballkarriere widmete sich Hollink dem Traineramt zu. Erster Verein unter seiner Führung wurde FC Eindhoven. Bereits nach einem Jahr war dieses Engagement aber wieder beendet. Ende der 1960er, Anfang der 1970er betreute Hollink den HVC. Zur Spielzeit 1972/73 wurde der Fußballlehrer von seinem alten Verein Roda Kerkrade, vormals Rapid JC, verpflichtet. Sofort schaffte er den Aufstieg in die 1. Niederländische Liga. Nach einem weiteren Jahr trennten sich die Wege beider Parteien aber wieder und der ehemalige Angreifer ging ins Ausland, wo er beim französischen Klub Racing Straßburg einen Vertrag unterzeichnete. Nach dem Abstieg aus der höchsten französischen Liga wurde Hollink 1976 wieder entlassen. So zog es ihn zurück in die Niederlande, wo Heracles Almelo sich die Dienste des Trainers sicherte. Bei Almelo, damals in der Eerste Divisie, war Hollink drei Jahre. Seine beste Platzierung war in der Spielzeit 1977/78 Rang zehn. Zum Ende der Hinrunde der Saison 1979/80 übernahm er die Geschicke beim FC Twente Enschede. Nach schlechten Saisonstart wurde er Nachfolger von Antoine Kohn. Zweimal Platz sechs in der Eredivisie waren die Folge. Doch die Saison darauf verlief eher schlecht und im November trennte man sich. Noch im gleichen Jahr erfolgte eine erneute Beschäftigung in Frankreich. 1982 und 1983 erreichte er mit dem FC Tours  zweimal das Halbfinale um den Coupe de France. In der Liga verlief es dagegen nicht so gut. Nachdem die Mannschaft 1983 in die zweite Liga abgestiegen war, beendete Hollink seine Trainerkarriere.
Zwischenzeitlich war er nochmals als Interimstrainer für RBC Roosendaal aktiv.

## Erfolge als Trainer
- Aufstieg in die Eredivisie mit Roda Kerkrade: 1973